# Entrepreneurs d'intérêt général
Le programme « entrepreneurs d'intérêt général » (EIG) est un mécanisme très souple du secteur public, sous l'égide de la mission Etalab, qui permet d'ouvrir l’Administration publique à des talents du numérique pour résoudre des défis publics en quelques mois.
Les intérêts d'un tel mécanisme sont multiples et chaque partie prenante en tire des bénéfices : rapidité d'action, simplicité, coût réduit, innovation, accès au secteur public pour des microstructures.